# Mistrzostwa Afryki w Strzelectwie 2003
Mistrzostwa Afryki w Strzelectwie 2003 – siódme mistrzostwa Afryki w strzelectwie, które rozegrano w południowoafrykańskiej Pretorii. 
Rozegrano jedenaście konkurencji męskich i sześć konkurencji żeńskich. W klasyfikacji medalowej zwyciężyli gospodarze.

## Klasyfikacja medalowa
Gospodarze mistrzostw
| Pozycja | Kraj              | Złoto | Srebro | Brąz | Łącznie |
| ------- | ----------------- | ----- | ------ | ---- | ------- |
| 1       | Południowa Afryka | 9     | 8      | 11   | 28      |
| 2       | Egipt             | 6     | 6      | 5    | 17      |
| 3       | Namibia           | 2     | 1      | 0    | 3       |
| 4       | Tunezja           | 0     | 1      | 1    | 2       |
| 5       | Zimbabwe          | 0     | 1      | 0    | 1       |

## Medaliści

### Mężczyźni
| Konkurencja                              | Złoto               | Wynik              | Srebro              | Wynik              | Brąz                | Wynik              |
| Karabin dowolny, trzy pozycje, 50 metrów | Jaco Henn           | 1134+92,4 (1226,4) | Mohamed Amer        | 1109+92,0 (1201,0) | Hennie Jacobs       | 1111+88,1 (1199,1) |
| Karabin dowolny leżąc, 50 metrów         | Jaco Henn           | 589+98,7 (687,7)   | Fred Senore         | 581+102,8 (683,8)  | Martin Senore       | 581+102,1 (683,1)  |
| Karabin pneumatyczny, 10 metrów          | Muhammad Abd Allah  | 595+103,2 (698,2)  | Radża’i Imara       | 586+102,8 (688,8)  | Mohamed Amer        | 584+100,8 (684,8)  |
| Pistolet dowolny, 50 metrów              | Friedhelm Sack      | 548+86,0 (634,0)   | Frederik van Tonder | 540+93,7 (633,7)   | Daniel van Tonder   | 538+94,2 (632,2)   |
| Pistolet szybkostrzelny, 25 metrów       | Allan McDonald      | 567+98,8 (665,8)   | Muhammad as-Sajjid  | 570+95,4 (665,4)   | Mahmoud Abdelaly    | 567+95,5 (662,5)   |
| Pistolet centralnego zapłonu, 25 metrów  | Muhammad as-Sajjid  | 580                | Barend van Niekerk  | 575                | Frederik van Tonder | 569                |
| Pistolet standardowy, 25 metrów          | Frederik van Tonder | 569                | Friedhelm Sack      | 565                | Mahmoud Abdelaly    | 564                |
| Pistolet pneumatyczny, 10 metrów         | Friedhelm Sack      | 576+97,3 (673,3)   | Daniel van Tonder   | 572+99,0 (671,0)   | Lu’ajj Karram       | 571+97,3 (668,3)   |
| Trap                                     | Tarek Sabet         | 115+17 (132)       | George Eleftheriou  | 108+22 (130)       | David Cohen         | 111+18 (129)       |
| Trap podwójny                            | Byron Swanton       | 125+43 (168)       | Sean Nicholson      | 123+39 (162)       | Etienne Cilliers    | 121+38 (159)       |
| Skeet                                    | Amr El Gaiar        | 117+25 (142)       | Mostafa Hamdy       | 117+24 (141)       | Khaled Sabet        | 114+20 (134)       |

### Kobiety
| Konkurencja                         | Złoto                | Wynik             | Srebro             | Wynik             | Brąz             | Wynik            |
| Karabin dowolny, trzy pozycje, 50 m | Jacqueline Bartleman | 561+92,5 (653,5)  | Esmari van Reenen  | 548+84,5 (632,5)  | Chantelle Fuller | 507+70,5 (577,5) |
| Karabin dowolny leżąc, 50 m         | Marli Vlok           | 585               | Esmari van Reenen  | 582               | Chantelle Fuller | 578              |
| Karabin pneumatyczny, 10 metrów     | Shaimaa Abdel-Latif  | 381+100,6 (481,6) | Dina Hosny         | 377+100,4 (477,4) | Val Martin       | 381+95,6 (476,6) |
| Pistolet pneumatyczny, 10 metrów    | Nermin Akmal         | 366+92,9 (458,9)  | Hanan Ayachi       | 357+96,6 (453,6)  | Aida Hammami     | 356+94,9 (450,9) |
| Trap                                | Amelda Greyling      | 60+16 (76)        | Maryam Abdel Kader | 54+19 (73)        | Diane Swanton    | 53+19 (72)       |
| Trap podwójny                       | Diane Swanton        | 92+27 (119)       | Karin Swartz       | 89+29 (118)       | Amelda Greyling  | 76+23 (99)       |